# Stay (singel Davida Guetty)
Stay – piosenka house/pop stworzona przez Davida Guettę i Chrisa Willisa na drugi album studyjny Guetty, Guetta Blaster (2004). Utwór wydany został jako drugi singel promujący krążek dnia 13 września 2004. W kompozycji swojego głosu gościnnie użyczył Chris Willis.

## Lista utworów
- CD singel

1. „Stay” (Fuzzy Hair remix)
2. „Stay” (Le Knight club mix)
3. „Stay” (Guetta, Garraud, Kiko remix)
4. „Stay” (Kiko dub remix)
5. „Stay” (Original version)

- Płyta winylowa #1

1. „Stay” (Fuzzy Hair remix)
2. „Stay” (Le Knight club mix)

- Płyta winylowa #2

1. „Stay” (Guetta, Garraud, Kiko remix)
2. „Stay” (Kiko dub remix)

## Pozycje na listach
| Lista przebojów (2004)         | Najwyższa pozycja |
| ------------------------------ | ----------------- |
| Francja Top 100 Singles Chart  | 18                |
| Hiszpania Top 50 Singles Chart | 11                |
| Szwajcaria Singles Chart       | 82                |